# Legio XV Apollinaris

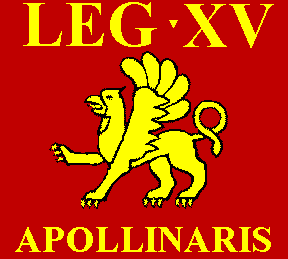
Représentation moderne de l’emblème de la Legio XV Apollinaris

La Legio XV Apollinaris (litt: Légion XV dédiée à César) fut une légion de l’armée romaine recrutée en 53 av. J.-C par Jules César en Gaule cisalpine. Faisant partie des forces de César lorsque celui-ci franchit le Rubicon, elle fut envoyée en Afrique où elle fut détruite en 49/48  avec deux autres légions sous les ordres d’un lieutenant de César, le général Curio.
La légion devait être reconstituée (ou une autre légion portant le même numéro d’ordre devait être créée) sous le successeur de César, Octave (le futur empereur Auguste), pour lutter contre Pompée qui, réfugié en Sicile, menaçait l’approvisionnement en blé de la capitale. Après la bataille d’Actium (31 av. J.-C.), la légion fut envoyée en Illyrie où elle demeura près de quarante ans. À la suite du désastre de la forêt de Teutoburg en 9 apr. J.-C. la légion fut transférée à Carnuntum jusqu’à ce qu’en 62 ou 63, elle soit envoyée en Orient pour surveiller la région après les campagnes du général Corbulo contre les Parthes. 
Sous le futur empereur Titus, elle joua un rôle important dans la conquête de la Judée et la prise de Jotapata et de Jérusalem avant de retourner à Carnuntum. Par la suite, elle prit part aux guerres des empereurs Domitien et Trajan contre les Daces, puis aux campagnes de ce dernier contre les Parthes.  Elle devait rester en Orient, basée à Satala dans le nord-est de la Cappadoce, pour protéger la frontière entre les deux empires. Elle prit part à presque toutes les guerres livrées par Rome contre les Parthes d’abord, puis contre leurs successeurs, les Sassanides. Nous avons peu d’information sur les faits et gestes  de la légion après la capture de l’empereur Valérien par Shapur Ier sauf qu’elle devait encore se trouver à Satala  au début du Ve siècle.
Son emblème ne nous est pas parvenu. Toutefois, selon Lendering, celui-ci devait être soit le dieu Apollon, soit le griffon, animal qui lui était consacré. Selon Dando-Collins, le fait que la palme, symbole de victoire, apparaisse sur plusieurs pièces de monnaie à partir du IIIe siècle porterait à croire que ce symbole se serait substitué ou aurait été ajouté au premier . 

## Histoire de la légion

### Sous la république
Une Legio XV fut levée par Jules César en 53 av. J.-C. en Gaule cisalpine et formée en Gaule par Titus Labienus. Ses premières campagnes furent conduites au cours de la guerre des Gaules contre les Iapydes, peuplade de Norique qui avaient envahi certaines régions de Gaule cisalpine comme Aquilée et Tergeste (aujourd’hui Trieste). En 50, Le Sénat décida que Pompée et César devaient envoyer chacun une légion préparer la guerre contre les Parthes. Pompée choisit la Ire légion, qu’il avait prêtée à César et ce dernier choisit la XVe, cette dernière étant transférée par le Sénat d’Aquilée à Capoue. Lorsque, l’année suivante, César franchit le Rubicon,  rivière marquant la frontière entre l’Italie et la Gaule cisalpine, la légion se rangea à ses côtés. Par la suite, César l’utilisa dans sa campagne d’Afrique où elle fut annihilée avec deux autres légions sous les ordres du général Curlo.
Une nouvelle légion XV devait être recrutée par Octave, héritier de Jules César assassiné en 44 av. J.-C. pour lutter contre le fils du Grand Pompée, Sextus Pompée, qui, réfugié en Sicile, menaçait l’approvisionnement en blé de Rome. Marcus Vipsanius Agrippa, lieutenant d’Octave, devait remporter la victoire décisive sur Sextus Pompée lors de la bataille de Nauloque en l'an 36 av. J.-C.. 
Ce fut l’époque où les légions commençaient à recevoir un cognomen; Octave attribua à la XVe celui d’Apollinaris, vraisemblablement  parce que c’était le dieu qu’il révérait le plus. 
Après la défaite de Pompée, la légion fut probablement envoyée en Illyrie où Octave conduisit une campagne de 35 à 33 av. J.-C. contre les Iapydes (aussi connus comme Giapides ou Japydes), Carnis et Taurisques. Après la bataille d’Actium en 31 av. J.-C. qui devait voir la victoire finale d’Octave sur Marc Antoine, ses vétérans furent établis à Ateste (aujourd’hui Este dans le nord de l’Italie). 

### Sous les Julio-Claudiens
En janvier 27 av. J.-C., Octave annonça au Sénat qu’il se démettait de toutes ses charges pour redevenir simple citoyen; le Sénat refusa cette démission et, le 16 janvier, lui octroya le titre d’Auguste. On convint en même temps d’un partage du monde romain : le Sénat gouvernerait les provinces les plus riches, alors en paix et par conséquent sans garnison militaire importante, alors qu’Auguste gouvernerait les provinces menacées, c’est-à-dire où se trouvaient les légions; il conservait ainsi le contrôle de l’armée.

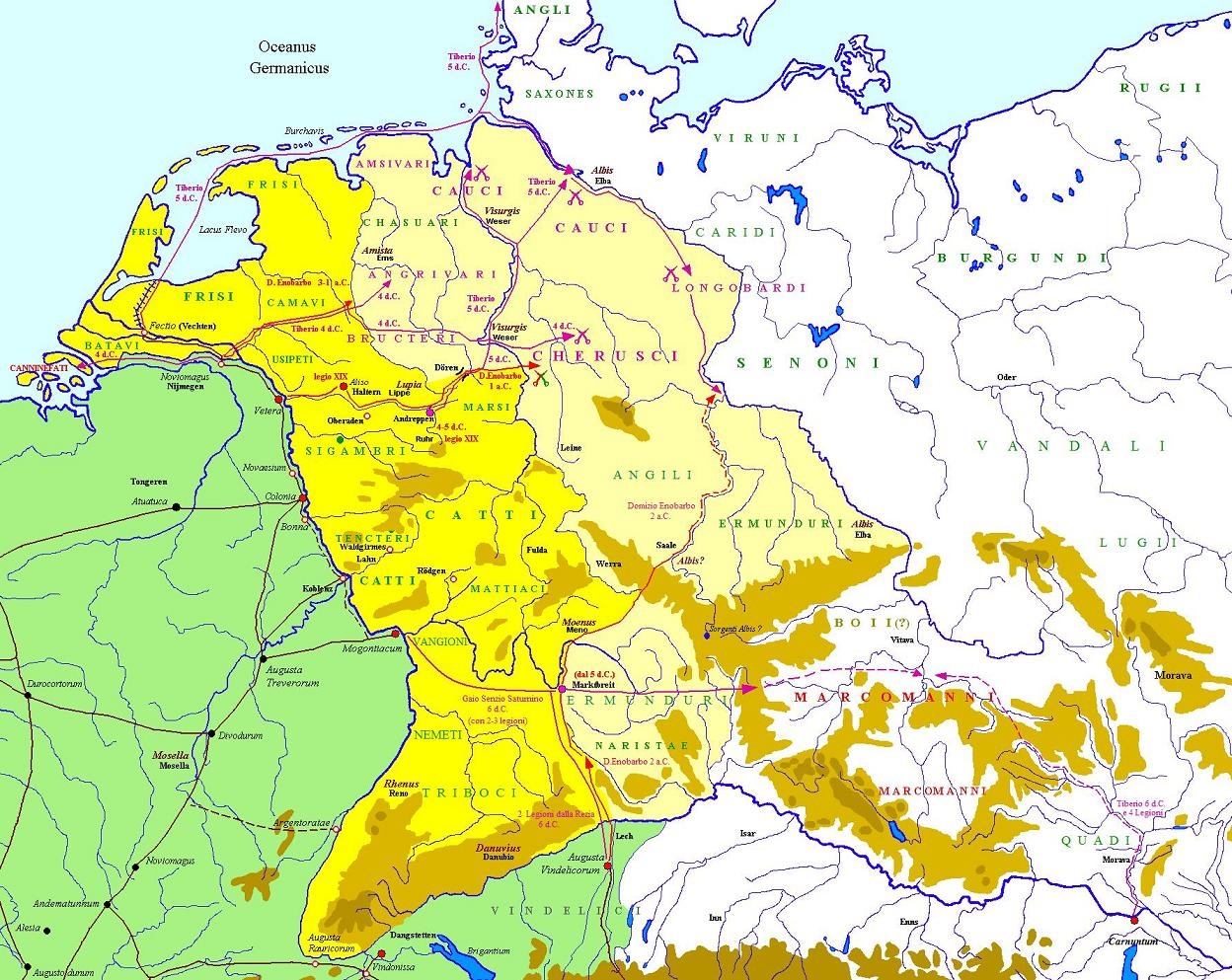
Les campagnes de Lucius Domitius Ahenobarbus (3 à 1 av. J.-C.) et de Tibère (4 à 6) en Germanie.

Il est possible qu’Octave devenu Auguste ait utilisé la Legio XV Apollinaris dans la province d’Hispanie tarraconaise de 27 à 19 av. J.-C. au cours de la guerre cantabre, à la suite de quoi la légion retourna en Illyrie (probablement à Siscia (Sisak en Croatie) ou Emona (Ljubljana en Slovénie), endroit où on la retrouve en 6 apr. J.-C.
Cette année-là, Tibère prit la tête de huit légions (Legio VIII Augusta de Pannonie, Legio XX Valeria Victrix et Legio XV Apollinaris d’Illyrie, Legio XXI Rapax de Rhétie, Legio XIII Gemina, Legio XIIII Gemina et Legio XVI Gallica de Germanie supérieure plus une légion dont le nom n’est pas connu) pour attaquer Marobod, le roi des Marcomans, par le sud, alors que les légions I Germanica, V Alaudae, XVII, XVIII et XIX Augusta devaient attaquer en suivant l’Elbe. Au total, il s’agissait de la moitié des forces dont disposaient Rome et aurait été l’une des plus imposantes campagnes jamais menée par l’armée romaine. Elle ne devait cependant pas se réaliser, une grande révolte illyrienne obligeant Tibère à signer à la hâte un traité avec Marobod pour se concentrer sur la Pannonie où la Legio XV Apollinaris le suivit .

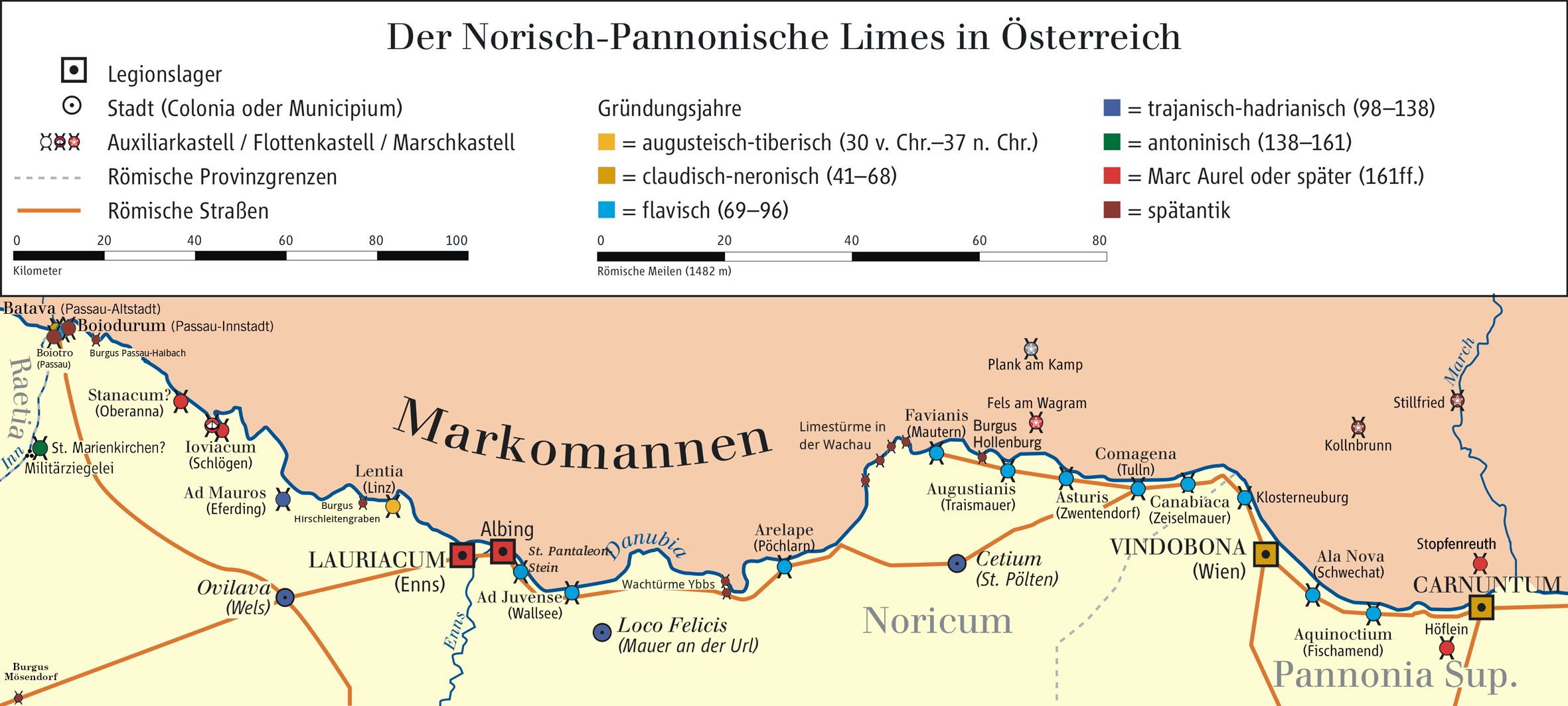
Le limes danubien et les campements romains établis le long du fleuve.

Le désastre de Teutobourg en 9 apr. J.-C. qui vit la perte des XVIIe, XVIIIe et XIXe légions ainsi que celle de trois ailes de cavalerie et de six cohortes de troupes auxiliaires, obligea à une réorganisation en profondeur des troupes en Germanie supérieure et en Pannonie. La Legio XV Apollinaris fut alors envoyée soit à Emona (aussi appelée Colonia Julia, aujourd’hui Ljubljana), soit à Vindobona (aujourd’hui Vienne), la première hypothèse demeurant la plus vraisemblable.
Lorsqu’Auguste mourut à l’été 14 apr. J.-C., la légion avait déjà été transférée à Carnuntum (aujourd’hui Petronell-Carnuntum en Autriche). Après le décès de l’empereur les trois légions de Pannonie (la Legio VIIII Hispana, la Legio XV Apollinaris et la Legio VIII Augusta) se révoltèrent, exigeant de meilleures conditions de service ; Julius Caesar Drusus les rencontra à Emona en septembre et parvint sans trop de difficultés à négocier un compromis . 
À Carnuntum, la principale tâche de la légion fut de surveiller les Marcomans établis de part et d’autre du Danube,. Ce qui n’était d’abord qu’un campement militaire, devint rapidement une bourgade grâce à la population civile qui s’établit aux alentours (canabae legionis); l’empereur Claude devait y fonder la Colonia Claudia Savaria (aujourd’hui Szombathely en Hongrie) pour y établir les vétérans de la légion. 
Il est possible qu’un détachement de la légion ait servi au début du Ier siècle à Lauriacum (aujourd’hui Enn en Autriche), mais ceci repose uniquement sur des briques portant la marque de la légion trouvées à Stopfenreuth et à Cannabiaca.

Carte des mouvements de troupes durant les deux premières années de la guerre arméno-parthe de 58-63 ap. J.-C. montrant l'offensive romaine en Arménie.

De 58 à 64,  sous l’empereur Néron (r. 54-68) Cnaeus Domitius Corbulo conduisit une grande campagne contre les Parthes. Même si les véritables combats furent le fait des légions III Gallica, IIII Scythica, VI Ferrata, X Fretensis et XII Fulminata, la Legio XV Apollinaris fut envoyée en Syrie, en 62 ou 63 probablement pour surveiller la province d’Arménie nouvellement conquise. Elle fut alors remplacée à Carnuntum par la Legio X Gemina,,.
Par la suite, la légion devait être stationnée pour une courte période à Alexandrie sous les ordres du futur empereur Titus (r. 79-81) alors légat en Judée. Sous son commandement, la légion prit part à la répression de la révolte juive en Galilée et en Judée ayant débuté en 66. Arrivée à Ptolémaïs, elle devait participer à la prise de Jotapata pendant l’été 67 par Vespasien après un siège de 47 jours. C’est dans cette ville que fut capturé le leader juif et futur historien romain Flavius Joseph qui nous laissa une description de la tactique et des armes de guerre de l’armée romaine. Elle participa également à la prise des villes de Iapha, Gischala, Tiberias et Gamala. Avec la Legio V Macedonica, elle combattit sur le front occidental, pendant que la Legio X Fretensis faisait de même dans la vallée du Jourdain.

### Pendant l’Année des quatre empereurs et sous les Flaviens
La fin du règne de Néron fut marquée par la révolte de plusieurs généraux, lesquels, après le suicide de l’empereur, le 9 juin 68, tentèrent de s’emparer du pouvoir. De juin 68 à décembre 69, quatre empereurs se succédèrent sur le trône : Servius Sulpicius Galba, gouverneur de l’Hispanie tarraconaise (juin 68-jan 69), Marcus Salvius Othon, gouverneur de Lusitanie (jan 69 – avril 69), Aulus Vitellius, commandant des légions de Germanie inférieure (avril – déc. 69) et Titus Flavius Vespasien (déc. 69-juin 79), proclamé par les légions d’Orient et fondateur de la dynastie des Flaviens. 
Lorsque Vespasien fut proclamé empereur, la Legio XV se rangea immédiatement à ses côtés. Une partie de la légion sous les ordres de Gaius Licinius Mucianus marcha sur Rome, mais arriva trop tard, Vitellius ayant déjà été défait . Titus fut alors placé à la tête de l’ensemble des forces armées romaines d’Orient, pendant que Marcus Tittius Frugi le remplaçait comme légat de la Legio XV. La révolte fut matée en Judée et en Galilée et bientôt, seules Jérusalem et Massada sur la mer Morte continuèrent à défier l’autorité romaine. Les légions X Fretensis, V Macedonica, XII Fulminata et XV Apollinaris entreprirent le siège de Jérusalem qu’elles finirent par emporter après cinq mois; la ville est mise à sac, et le second Temple de Jérusalem détruit. Après la destruction de Jérusalem, la légion fut envoyée, d’abord dans le nord de la Judée, puis en Syrie. À l’hiver 70/71, la légion établit son campement à Zeugma sur l’Euphrate (aujourd’hui en Turquie, près de la frontière syrienne) avant de retourner à Carnuntum. Sur le chemin du retour, ses rangs furent comblés par de nouvelles recrues en provenance de diverses villes de Syrie. Une fois chez elle, elle transforma le fortin initial fait de bois et de tumulus de terre en une fortification de pierres .

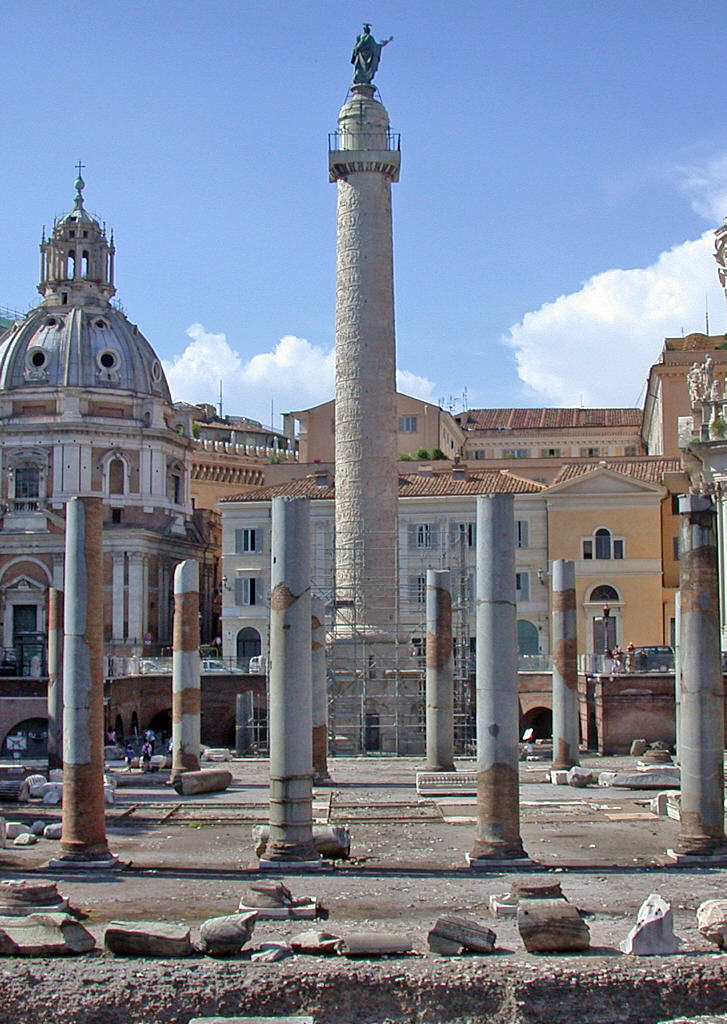
La colonne trajanne de Rome commémorant la victoire de l'empereur Trajan sur les Daces lors des deux guerres daciques (101-102 et 105-106)..

Pendant l’hiver 85/86, des contingents de guerriers daces sous les ordres du roi Diurpaneus (aussi connu sous le nom de Décébale) franchirent le Danube et envahirent la province de Mésie (ou Moésie) où ils prirent les Romains au dépourvu. Le gouverneur Gaius Oppius Sabinus tomba au combat et les assaillants purent à leur guise piller et ruiner la province . En 86/87, Cornelius Fuscus conduisit une armée contre les Daces; ce devait être le début des guerres daciques qui, commencées sous Domitien de 85 à 89, ne se termineront que sous son successeur, Trajan. Celles-ci commencèrent sous de mauvais augures lorsque la légion V Alaudae fut complètement détruite , . En 88, le général Lucius Tettius Iulianus à la tête de neuf légions, dont la Legio XV Apollinaris, envahit le territoire dace et réussit à défaire les Daces lors de la première bataille de Tapae; il renonça toutefois à poursuivre son avantage jusqu’à la capitale Sarmizégétusa. En 89, Décébale et Domitien conclurent une trêve aux termes de laquelle Décébale se reconnut client de Rome en échange d’un tribut et l’envoi d’ingénieurs romains.

### Sous les Antonins

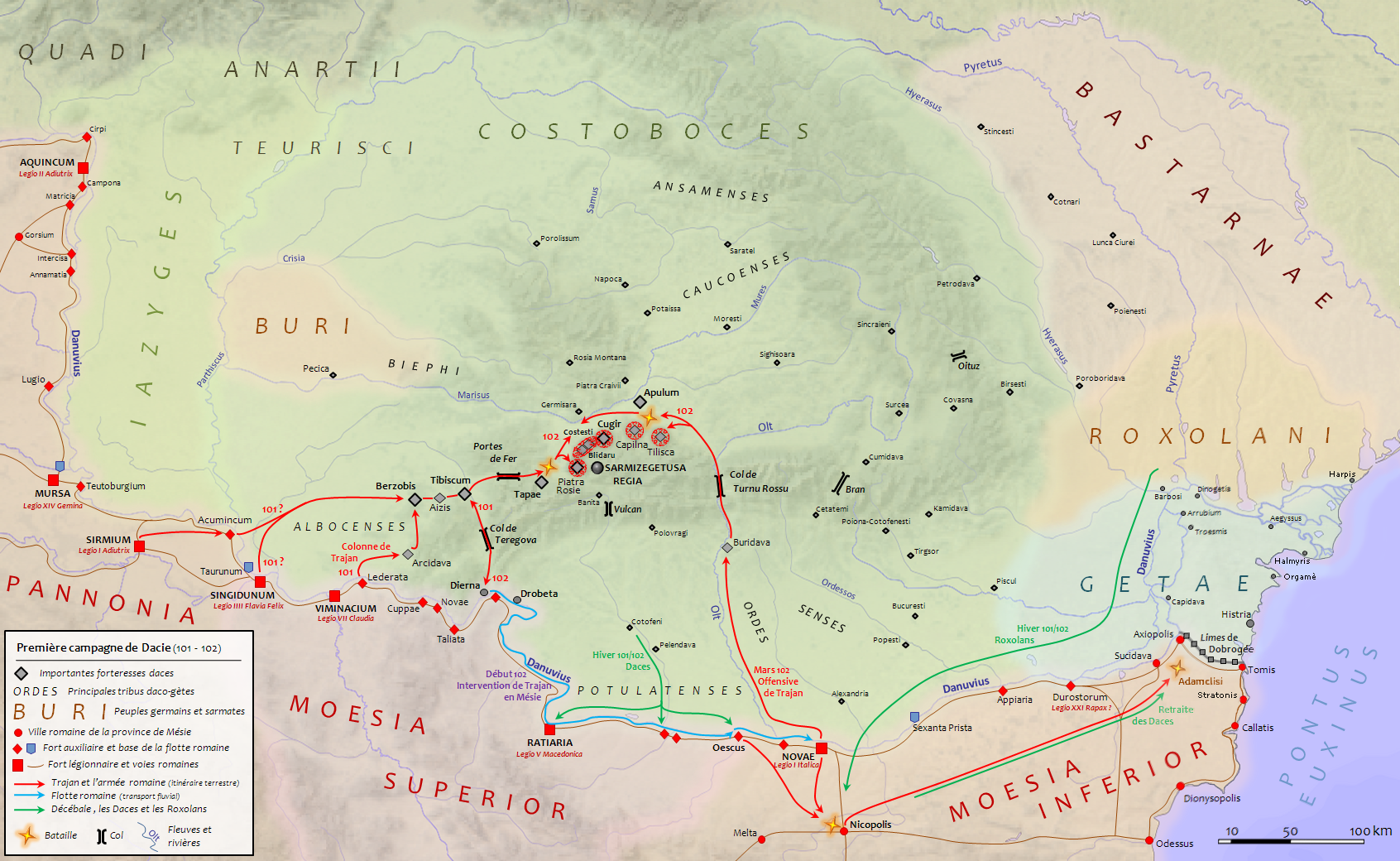
La première expédition de Trajan en Dacie, en 101 et 102.

La paix signée par Domitien avec Décébale en l'an 89 avait été humiliante pour Rome. Par ailleurs, le nouvel empereur Trajan, arrivé au pouvoir sous la pression de la garde prétorienne après le règne éphémère de l’impopulaire Nerva, avait besoin d’un succès militaire pour asseoir sa légitimité. L’empereur décida donc de venger l’honneur de Rome terni sous Domitien et conduisit une première expédition en Dacie, de 101 à 102, à laquelle participa plus que probablement la Legio XV Apollinaris, après quoi celle-ci retourna à Carnuntum.
Un déplacement temporaire en Égypte semble avoir eu lieu en 107 pour remplacer la Legio III Cyrenaica engagée en Arabie Pétrée. En 114 au plus tard, la Legio XIIII Gemina fut envoyée à Carnuntum pour y remplacer la Legio XV Apollinaris. De 114 à 116, Trajan utilisera la légion en Arménie et en Mésopotamie contre les Parthes. Pour renforcer la légion, des unités de la XXX Ulpia Victrix lui furent ajoutées. Le 20 février 116, le titre de Parthicus s’ajoutera à ceux de Germanicus et de Dacicus dans la titulature de Trajan. À la suite de quoi, Trajan installera les vétérans à Taucheira (aujourd’hui en Libye). La titulature pompeuse dont s’était auréolé Trajan devait s’avérer illusoire puisqu’après avoir conquis l’Arménie, il devint évident qu’il n’en serait pas de même de l’Empire parthe; brisé, Trajan mourut en 117 et Hadrien (r. 117-138) lui succéda.
À la politique expansionniste de Trajan, Hadrien subsista une politique de consolidation des frontières et passa une douzaine d’années à voyager à travers l’empire. Pour renforcer la frontière orientale, la Legio XV Apollinaris fut stationnée à Satala (aujourd’hui Sadak en Turquie) où elle remplaça la Legio XVI Flavia Firma transférée à Samosate sur l’Euphrate. Elle eut comme mission de garder la frontière au nord-est de la Cappadoce séparée du royaume indépendant d’Arménie par l’Euphrate. Une partie de la légion fut stationnée de façon permanente à Trapezus (aujourd’hui Trabzon en Turquie) et à Ancyra (aujourd’hui Ankara en Turquie).
En 134, les Alains, peuple habitant les steppes du Kazakhstan, menacèrent l’empire. L’année suivante, la Legio XV Apollinaris, sous les ordres de son légat Marcus Vettius Valens, renforcée par un important détachement de la Legio XII Fulminata, participa à la campagne du gouverneur de Cappadoce, Flavius Arrianus, pour les repousser.
De 162 à 166, la légion prit part aux campagnes de Lucius Verus (coempereur avec Marc Aurèle 161-169, empereur 169). Un détachement des légions XII Fulminata et XV Apollinaris réussit à s’emparer de la capitale parthe, Artaxata (au sud de Yerevan) . Ce détachement devait rester près de vingt ans tout près, dans la localité de Caenopolis, pendant que le reste de la légion retournait en Cappadoce. Une unité de la Legio XV Apollinaris prit part à la première guerre de Marc Aurèle (r. 161-180) contre les Marcomans et est mentionnée en relation avec la « pluie miraculeuse » rapportée par divers auteurs alors que les Romains, encerclés par les Quades, épuisés par la chaleur et la soif, furent sauvés par une pluie inespérée.

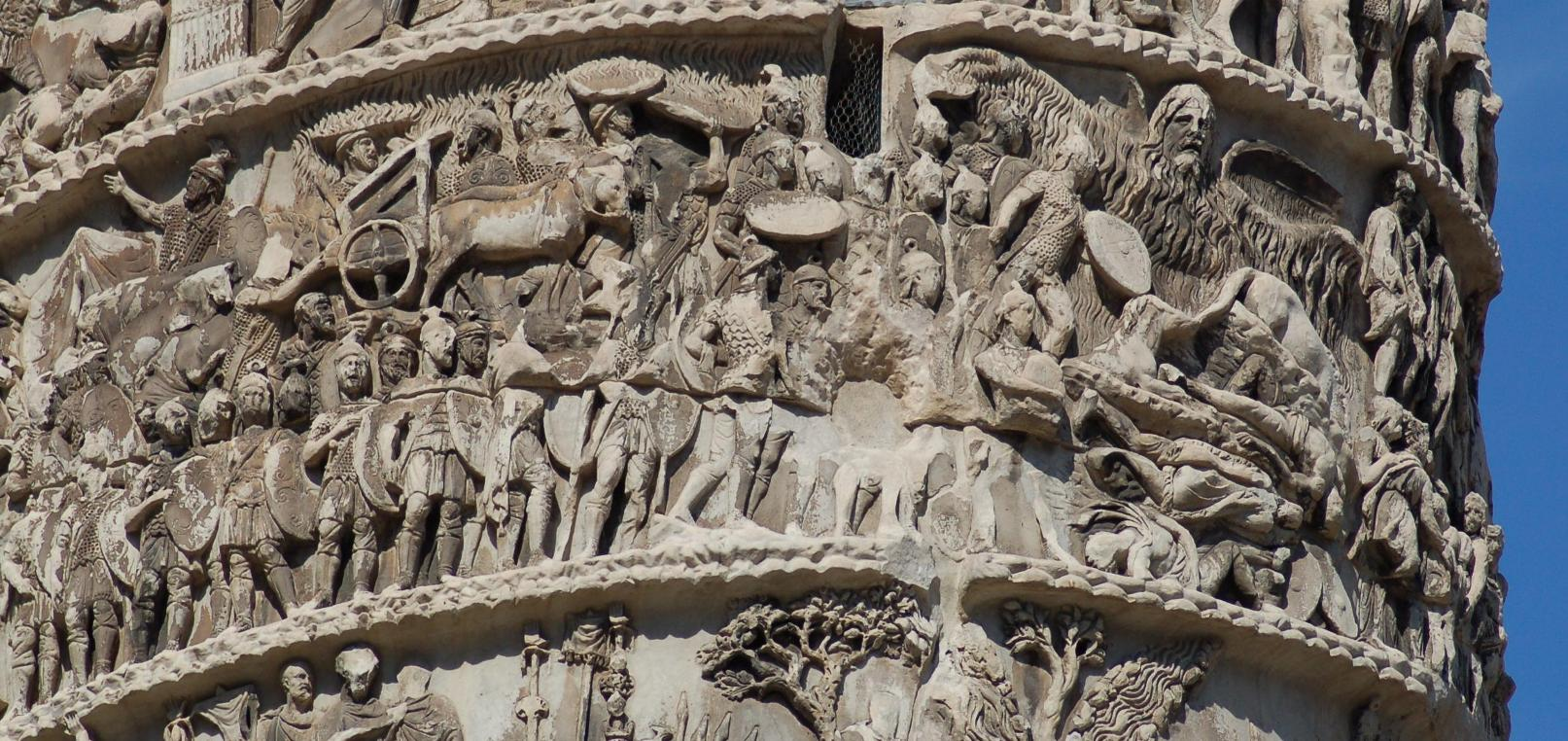
Épisode de la pluie miraculeuse décrite la scène 16 de la colonne de Marc Aurèle.

La légion était encore à Satala en 175 lorsque le général Avidius Cassius, gouverneur d’Asie, ayant entendu la rumeur du décès de l’empereur Marc Aurèle, décida de se faire proclamer empereur par ses troupes. Toutefois, la Legio XV Apollinaris sous les ordres de Publius Martius Verus, refusa cette usurpation et demeura loyale à Marc Aurèle. Elle en fut récompensée en recevant le cognomen de Pia Fidelis (litt: Loyale et fidèle).
Vers la fin du IIe siècle, la légion fut aussi cantonnée à Pityus (aujourd’hui Pitsounda en Akhazie).

### Sous la dynastie des Sévères et pendant l’Anarchie militaire
Il est vraisemblable que la légion ait pris part aux guerres contre les Parthes (194 et 197-1988) de l’empereur Septime Sévère (r. 193-211) qui se terminèrent par la capture de leur capitale, Ctésiphon. Par la suite, la légion devait aussi participer à la guerre de 217 menée par l’empereur Caracalla (r. 211-217) contre les mêmes Parthes.

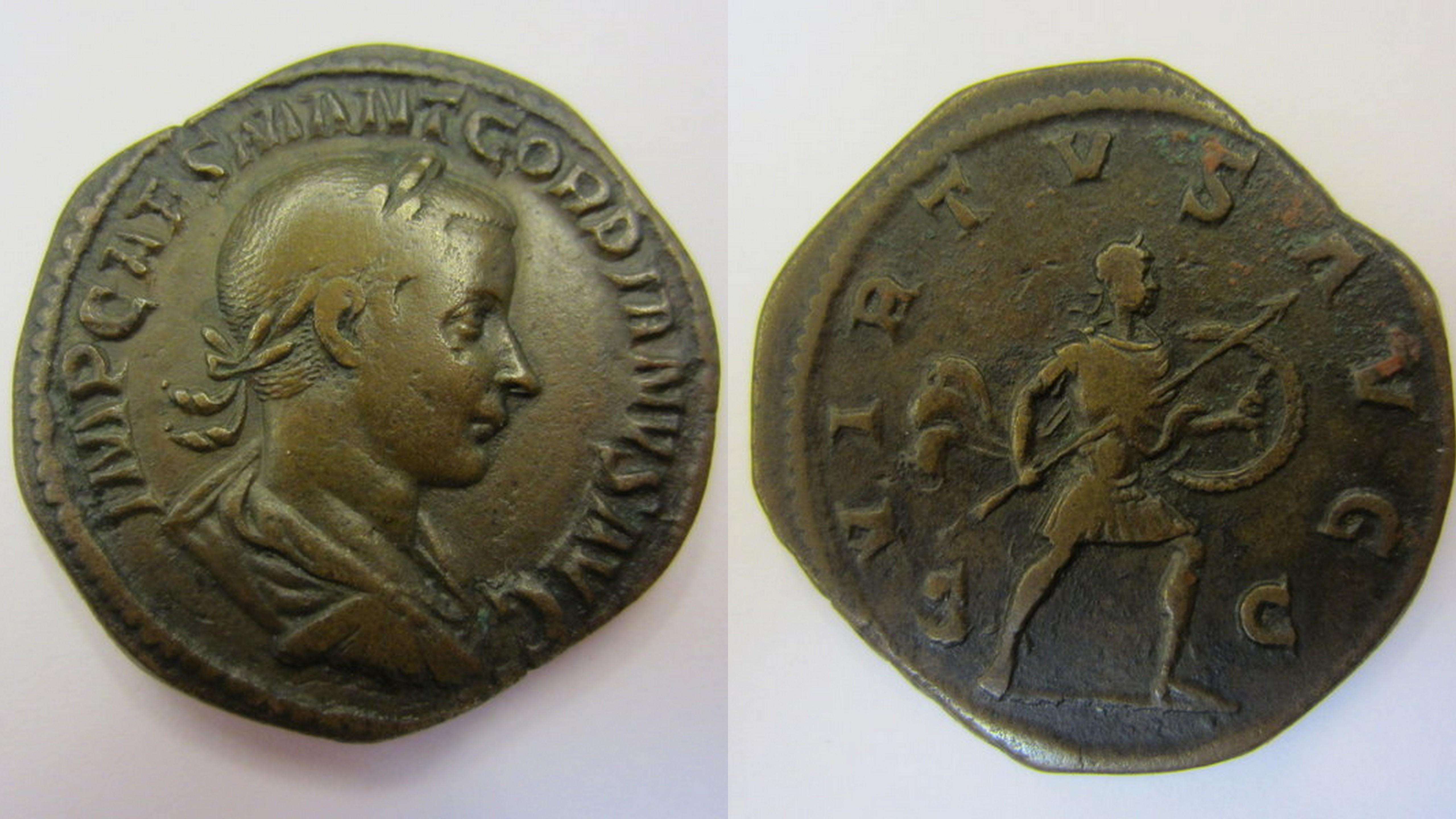
Sesterce de Gordien III, représenté au droit tête laurée; le revers porte la mention « virtus augusti », et représente l'empereur avançant à droite, tenant une lance et un bouclier pour combattre les ennemis de l'empire.

L’empire parthe s’étant effondré en 224 et ayant été remplacé par celui des Sassanides, Sévère Alexandre (r. 222-235) continua la lutte contre ces derniers qui pillèrent la Mésopotamie et la Cappadoce en 231; Sévère Alexandre  à la tête d’une armée considérable parvint à restaurer l’ordre en Mésopotamie, même si la campagne ne fut qu’un demi-succès .
La lutte contre les Sassanides devait reprendre en 244 sous l’empereur Gordien III (r. 238-244). Après avoir franchi l’Hellespont, celui-ci battit les Perses lors de la bataille de Rhesaïna et les repoussa au-delà de l’Euphrate. Il était à marcher sur la capitale, Ctésiphon, souvent prise mais jamais tenue par les Romains, lorsque le préfet du prétoire, Timésithée mourut et fut remplacé par Philippe l’Arabe. Gordien III continua alors la campagne, mais mourut dans des circonstances troubles au printemps 244, immédiatement remplacé par le même Philippe l’Arabe (r. 244-249) qui conclut immédiatement un traité avec le souverain sassanide, Shapur Ier pour pouvoir rentrer à Rome . 
En 252, Shapur fit assassiner le roi d'Arménie, État-client de Rome, et installa son propre fils sur le trône. Réagissant à ce coup de force, les Romains concentrèrent une armée en Syrie mais Shapur prit les devants et envahit la Syrie, la Cilicie et la Cappadoce, et s’empara de Satala en 256 et de Trapezus en 258, toutes deux ville-garnisons de la Legio XV Apollinaris. L’empereur prit lui-même la tête de l’armée pour les repousser, mais fut battu en Mésopotamie entre Carrhes (Harran) et Édessa (Şanlıurfa). Pris dans une banale escarmouche, Valérien fut capturé et emmené en captivité en Perse pendant que ses légionnaires étaient soient massacrés, soit pris comme otages et condamnés à construire une digue sur le fleuve Karun près de la nouvelle capitale perse, Gundishapur (près de Suze en Iran).

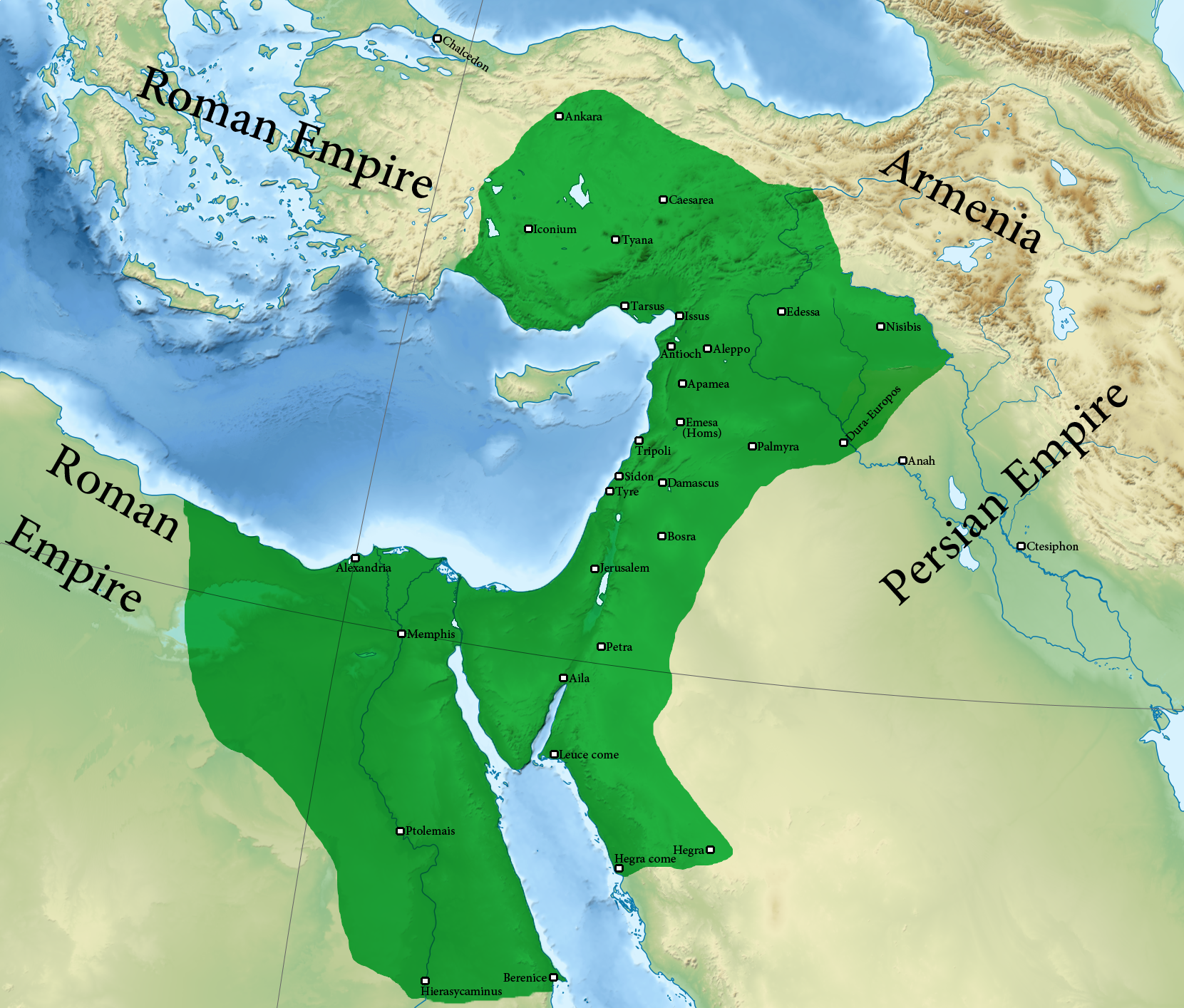
L’ « Empire de Palmyre » à sa plus grande extension sous Zénobie en 271

Dans les années qui suivirent, Odénat, sénateur romain issu d’une famille arabe, nommé par Gallien « protecteur de tout l’Orient » et responsable de ce qui restait des onze légions romaines après la défaite de Valérien, lança deux grandes campagnes militaires contre les Perses en 263, puis en 266-267. Il réussit à les écraser et à les poursuivre jusqu’à Ctésiphon dont il ne put toutefois s’emparer. 
Dans la confusion qui suivit la disparition de Valérien, l'empire tomba dans une crise profonde et, entre 235 et 268, seize empereurs et une quarantaine d’usurpateurs se succédèrent sur le trône. Rome étant incapable de protéger ses possessions lointaines, Odénat et après lui son fils  Wahballat et surtout Zénobie, l’épouse d’Odénat, créèrent un éphémère « Empire de Palmyre » qui s’étendit sur tout l’est de la Méditerranée. Ce ne fut que sous Aurélien (r. 270-275) que ces territoires et les légions qui entretemps avaient fait allégeance à Odénat revinrent dans le giron de Rome en 272 . 

### Pendant l’Antiquité tardive
En 296-297, Dioclétien (r. 284-305) chargea Galère, l’autre Auguste de la Tétrarchie, de repousser les Perses qui avaient à nouveau franchit le Tigre. En 297, la Legio I Pontica, créée spécifiquement par Dioclétien pour protéger la nouvelle province de Pontus Polemoniacus fut stationnée à Trapezus où elle remplaça la garnison de la Legio XV Apollinaris . Mal débutée par une défaite en Osrohène, la campagne de Galère devait toutefois se terminer par une victoire écrasante sur l’Araxe, suivie de la paix de Nisibis  qui repoussait la frontière au-delà du Tigre et la construction d’un limes protégé par des forteresses où les légionnaires contrôlaient les routes du désert de Syrie.  La XVe légion dut certainement jouer un rôle au cours de ces campagnes, mais nous n’avons aucune information à ce sujet.
Selon la Notitia Dignitatum , la Legio Quintadecima Apollinaris était stationnée au début du Ve siècle à Satala et était sous les ordres du Dux Armeniae. Par la suite on ne trouve plus trace de cette légion dans les sources.

### Légionnaires ayant servi dans la Légion XV
- Caïus, Domitius fils de Paternus soldat de la XVe Legion. Stèle funéraire retrouvée à UCETIA (Uzès).